# مقاطعة أردبيل
مقاطعة أردبيل (بالفارسية: شهرستان اردبيل) هي مقاطعة في محافظة أردبيل في إيران. مركزها هو مدينة أردبيل.